# コモチカナヘビ
コモチカナヘビ（子持金蛇、Zootoca vivipara）は、有鱗目カナヘビ科コモチカナヘビ属に分類されるトカゲ。本種のみでコモチカナヘビ属を構成する。

## 分布
ヨーロッパおよびアジアに広く分布しており、トカゲ類の中では最も分布域が広い。分布はメキシコ湾流が北部まで達し比較的温暖である北極圏北部の北ヨーロッパにまで及び、トカゲ類の中では最も北部に生息する種となっている。また、アイルランドや北海道北部の一部、サハリンなどにも分布する。地中海地方の大部分には分布しないものの、スペイン北部、イタリア北部、セルビア、マケドニア共和国やブルガリアなどにも分布するが、黒海周辺地域には分布しない。
日本では1961年に発見され、北海道のサロベツ原野周辺から稚内市・猿払村・浜頓別町にかけて分布する。

## 形態
全長14 - 18センチメートル。頭胴長5.5 - 7.5センチメートル。頭胴長は最大12cm、通常は5.5 - 7.5cm程度で、全長は12 - 18cmになる。尾長は頭胴長の1.25 - 2倍であるが、尾は自切を行うためしばしば部分的、もしくはほぼ全部を失っている個体がある。頭部は小型で、丸みを帯びる。大腿部にある小さい孔の空いた鱗（鼠径孔）の総数は約10対。オスはメスよりもほっそりとしている。首や尾は厚みがある。頸部や他の鱗はぎざぎざとしている。日本国内に生息するカナヘビ類では頭胴長では大きい部類である。四肢は短い。
本種の体色は多種多様である。主な体色は褐色であるが、灰色、オリーブ褐色や黒色になることもある。メスはしばしば濃褐色の条が、脇腹や背面後部に見られることがある。また、淡色の条で濃褐色もしくは淡褐色の斑が背面の両脇にあることもある。大部分のオスおよび一部のメスは腹部に濃褐色の斑がある。オスの腹部は通常黄色かオレンジ色、稀に赤色の鮮やかな色をしている。メスはより淡く、腹部は白色である。のどは白色で、ときおり青みを帯びた個体もある。

## 分類
Lacerta viviparaとして1787年に記載されたが、これを無効名としLacerta viviparaは1823年に記載されたとする説もある。以下の分類はReptile Database（2018）に従う。
- Zootoca vivipara vivipara
- Zootoca vivipara carniolica（Mayer, Böhme, Tiedemann & Bischoff, 2000）
- Zootoca vivipara louislantzi Arribas, 2009
- Zootoca vivipara pannonica（Lac & Kluch, 1968）

## 生態
草原や湿原・林縁・開けた森林・海岸・農耕地などに様々な環境に生息する。日本では湿原内の低木のある草地に生息する。南部に生息する個体群は、アルプス山脈の3000m以上の高標高地に分布する。北部の個体群は疎林や牧草地、原野、ヒース、湿地帯、砂丘、岩石地帯、道路脇、生け垣や庭等を含む、より乾燥した低地で見ることができる。地上性であるが、石や倒木、低木植生などに上ることもある。
昆虫、クモなどを食べる。大きな獲物は咀嚼し飲み込む前に口の中で振り回す。昼行性で、早春や晩秋、夏の寒い日には体温が活動に最適な約30度になるまで、日光浴を行う。繁殖期は4月から5月にかけて。オスは交尾の前にメスをあごで捕まえる。メスがオスに興味がなかった場合、激しくオスをかむ。子はメスの体内で約3ヶ月間発達する。
繁殖形態は胎生だが、ピレネー山脈産亜種Z. v. louislantziには卵生の個体群がいる。和名は繁殖形態に由来する。1回に3 - 15頭の幼体を産む。幼体は黒色で約3cmで、生まれたばかりの時は卵の薄膜に覆われており、数日後に剥離する。オスは2年で、メスは3年で性成熟する。卵生および卵胎生の個体群が混ざり合う地域の個体は雑種ができるが、胎児の奇形が伴う。
北部の個体群は9 - 10月頃から、地中や倒木の下などで冬眠を行う。冬眠は2月中旬頃に終わる。南部の個体群は一年中活動する。

## 人間との関係
都市開発や農地開発・観光開発などによる生息地の破壊により、生息数は減少している。分布が非常に広いことから、種として絶滅のおそれは低いと考えられている。一方でオランダやスイスなどの個体群単位では絶滅のおそれがある地域もあり、イタリア低地部などのように絶滅した個体群もいる。
Z. v. pannonica
VULNERABLE (IUCN Red List Ver. 2.3 (1994))

日本
分布が限定的であることに加えて、農地開発による生息地の破壊により生息数は減少している。生息地である湿原での木道設置による捕食者の侵入、および木道で日光浴を行う本種の発見が容易になることで捕食や人間による採集の増加などが懸念されている。生息地の一部は国立公園に指定され、浜頓別町では町の天然記念物に指定されている。
絶滅危惧II類 (VU)（環境省レッドリスト）

## ギャラリー

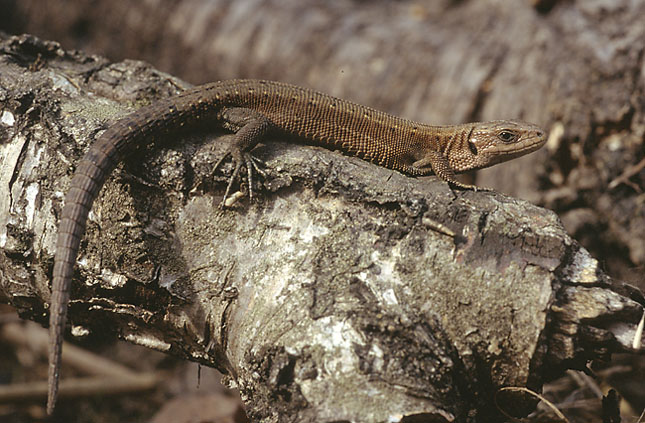
オス
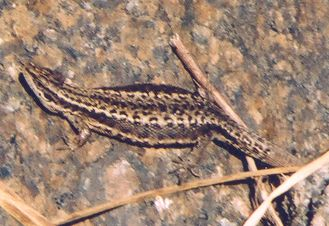
メス
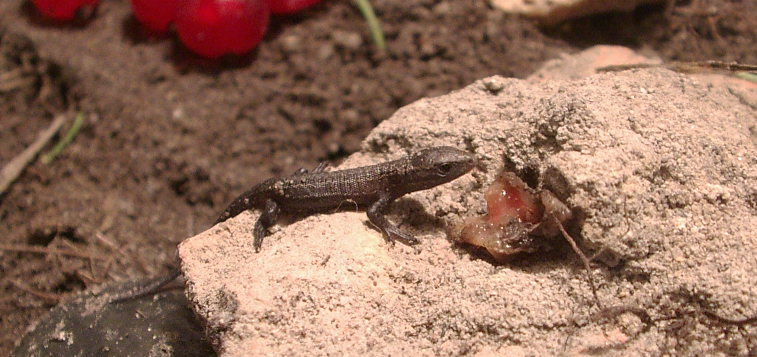
亜成体
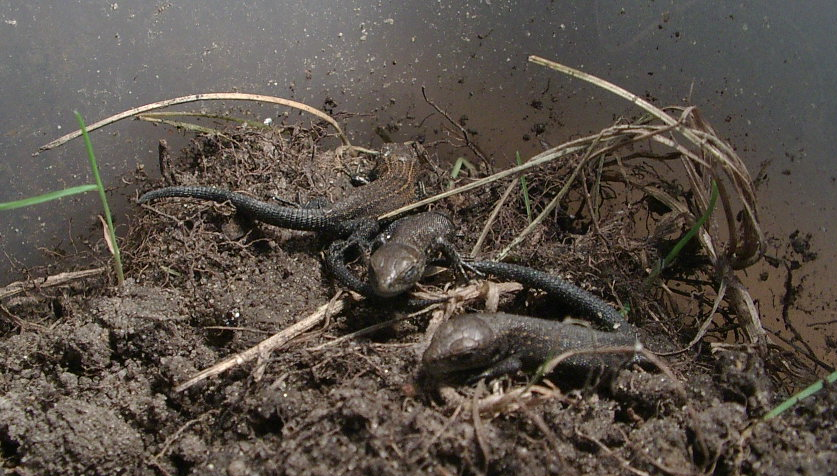
幼体
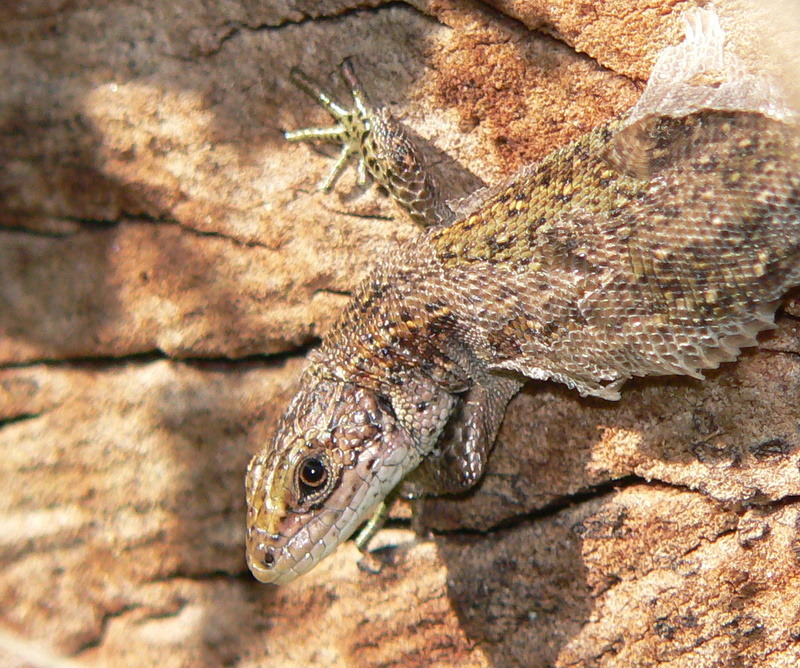
脱皮中の個体
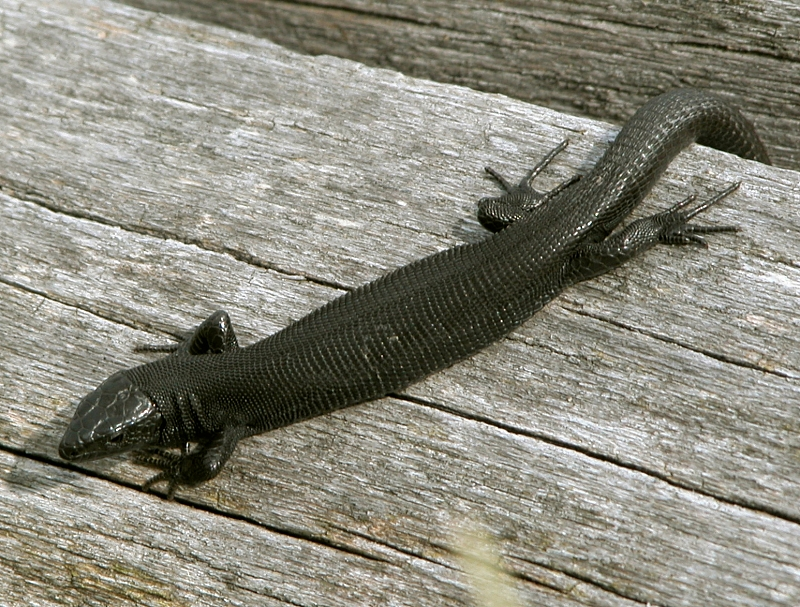
黒色の個体
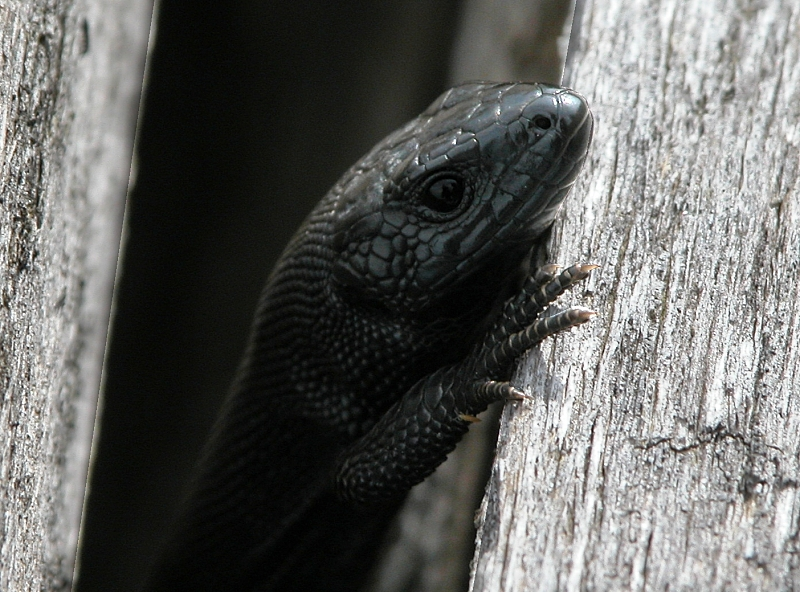
ドイツの山岳地帯に生息する黒色個体